# Гибтелеком Мастърс
Гибтелеком Мастърс или Шахматен фестивал „Гибтелеком“ е ежегоден открит шахматен турнир в Гибралтар.
Основан е през 2003 г. и е спонсориран от телекомуникационната компания „Гибтелеком“.
Турнирът се провежда от края на януари до началото на февруари всяка година. Всички участници, независимо дали са мъже или жени, участват в общ турнир. Определянето на победителя или победителите става по най-високия индивидуален резултат в крайното класирането.
През 2008 г. за първи път се провежда тайбрек за първото място между Хикару Накамура и Бу Сянджи, спечелен от американеца с 2:0. За първи път започват да се награждават най-добре представилите се жени от 2004 г. насам. През 2003 г. няма победителка при жените, но най-добър резултат има шведката Пиа Крамлинг.

## Победители
| Н. | Година | Победители                                                             | Точки | Кръгове |
| -- | ------ | ---------------------------------------------------------------------- | ----- | ------- |
| 1  | 2003   | Найджъл Шорт Василиос Котрониас                                        | 7,5   | 10      |
| 2  | 2004   | Найджъл Шорт                                                           | 8     | 10      |
| 3  | 2005   | Левон Аронян Захар Ефименко Кирил Георгиев Алексей Широв Емил Сутовски | 7,5   | 10      |
| 4  | 2006   | Кирил Георгиев                                                         | 8,5   | 10      |
| 5  | 2007   | Владимир Акопян                                                        | 7,5   | 9       |
| 6  | 2008   | Хикару Накамура                                                        | 8     | 10      |
| 7  | 2009   | Пьотър Свидлер                                                         | 8     | 10      |

| Н. | Година | Победители                                                                       | Точки | Кръгове |
| -- | ------ | -------------------------------------------------------------------------------- | ----- | ------- |
| 1  | 2003   | –                                                                                | –     | –       |
| 2  | 2004   | Пиа Крамлинг                                                                     | 6     | 10      |
| 3  | 2005   | Кетеван Арахамия Виктория Чмилите Пиа Крамлинг Алмира Скрипченко Ивета Радзиевич | 6     | 10      |
| 4  | 2006   | Антоанета Стефанова Джу Чън Наталия Жукова                                       | 6,5   | 10      |
| 5  | 2007   | Йованка Хоуска                                                                   | 6     | 9       |
| 6  | 2008   | Кетеван Арахамия Виктория Чмилите Харика Дронавали Антоанета Стефанова           | 6,5   | 10      |
| 7  | 2009   | Нана Дзагнидзе                                                                   | 7     | 10      |